# Блокада Ла-Рошели
Блокада Ла-Рошели — блокада французскими королевскими войсками Людовика XIII гугенотского оплота Ла-Рошель в 1621-1622 годах в рамках гугенотских восстаний.

## Блокада
В июне 1621 года Людовик XIII осадил и захватил Сен-Жан д’Анжели, стратегический город, контролировавший подходы к гугенотскому оплоту Ла-Рошель. Однако Людовик XIII предпочел двигаться на юг со своей главной силой для осады Монтобана. В то же время король приказал герцогу д’Эпернон блокировать Ла-Рошель с моря и суши. На море усилия оказались неэффективными, поскольку многие малые корабли могли легко пройти через кордоны королевского флота, к тому же гугеноты были более опытны в морских операциях. В какой-то момент они даже напали на гавань Бруаж и попытались потопить корабли, заполненные камнями и перекрывавшие вход в порт Ла-Рошели.

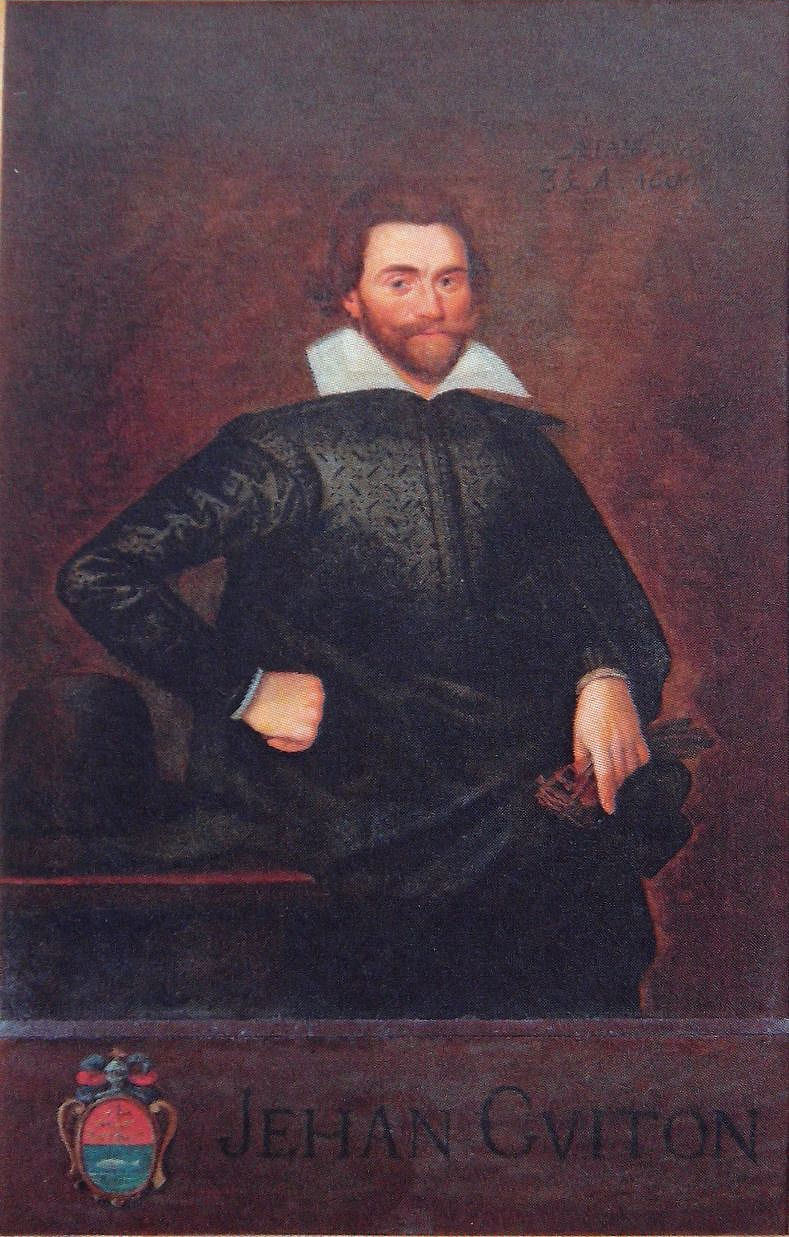
Адмирал Жан Гитон

В июле 1621 года д’Эпернон учредил свою штаб-квартиру в Ла-Жарри, в непосредственной близости от Ла-Рошели. В августе судовладелец Жан Гитон был назначен городским советом адмиралом флота Ла-Рошели из 16 кораблей с 90 орудиями.
Флот Ла-Рошели под руководством Гитона сделал по крайней мере четыре боевых рейда против королевского флота, который командовал граф Суассон.
В октябре Исаак де Разийи во главе французского флота из 13 кораблей с 124 пушками был разбит силами Гитона в двух последовательных боях. 6 октября Гитону удалось захватить остров Олерон.
6 ноября Жан Гитон атаковал Бруаж, где находились 25 королевских судов, а также блокировал вход в гавань, потопив корабли в ней. Однако гугеноты почти смирились с поражением, когда герцог Субиз был разбит королевскими войсками у Рье 16 апреля 1622 года.
К тому времени поблизости проходила осада Руайана. Блокада Ла-Рошели была усилена силами графа Суассона. Он начал строительство форта Луи у стен Ла-Рошели, чтобы получить господствующее положение над окрестностями Ла-Рошели.
Ещё одним важным событием стала морская битва при Сен-Мартен-де-Ре в октябре 1622 года. Поскольку конфликт зашел в тупик, король и гугеноты согласились заключить в 1622 году договор в Монпелье, который признал гугенотские привилегии. Хотя Ла-Рошель потребовала уничтожения форта Луи, Людовик XIII выжидал и сумел сохранить его.
Этот форт как постоянная угроза для города будет играть важную роль в более поздних конфликтах, особенно при захвате острова Ре королевскими войсками в 1625 году и осаде Ла-Рошели 1627—1628 годов.